# Вілліс Рід
Вілліс Рід мол. (англ. Willis Reed Jr.; 25 червня 1942 — 21 березня 2023) —  американський професійний баскетболіст, тренер і генеральний менеджер. Усю свою десятирічну кар'єру професійного гравця (1964–1974) він провів у команди НБА «Нью-Йорк Нікс». Рід був сім раз обран у список гравців для участі у матчі всіх зірок НБА, та п’ять разів був у складі збірної всіх зірок НБА, включно з першою командою в 1970 році, коли його назвали найціннішим гравцем НБА (MVP). Він був дворазовим чемпіоном НБА (1970, 1973) і обидва рази був визнаний MVP фіналу НБА. У 1982 році Рід був прийнятий до Зали слави баскетболу Меморіалу Нейсміта. Він був у складі команд, присвячених 50-річчю і 75-річчю НБА.
Після завершення кар'єри Рід майже десять років працював помічником і головним тренером кількох команд, а потім був підвищений до генерального менеджера та віце-президента з баскетбольних операцій (1989–1996) Нью-Джерсі Нетс. Як старший віце-президент з операцій з баскетболу, він допоміг вивести Нетс у фінал чемпіонату НБА в 2002 і 2003 роках.